# Guillermo Coria
Guillermo Sebastián Coria (født 13. januar 1982 i Santa Fe, Argentina) er en tidligere argentinsk tennisspiller, der blev professionel i 2000 og stoppede karrieren i 2009. Han vandt igennem sin karriere 9 singletitler, og hans højeste placering på ATP's verdensrangliste var en 3. plads, som han opnåede i maj 2004.

## Grand Slam
Corias bedste Grand Slam resultat i singlerækkerne kom ved French Open, hvor han i 2004 nåede frem til finalen. Her tabte han dog efter en højdramatisk kamp til landsmanden Gastón Gaudio i fem sæt, efter at have vundet de første to klart.